# The cosmic jokers (album)
The cosmic jokers is een studioalbum van de supergroep (alleen in titel) The Cosmic Jokers.
Het album bevat opnamen die gemaakt zijn in sessies die werden gehouden in de geluidsstudio van Dieter Dierks. Het was één groot experiment, hetgeen mede blijkt uit de quadrafonische opnamen. Musici waren Dieter Dierks, Jürgen Dollase, Manuel Göttsching, Harald Großkopf en Klaus Schulze.
Er werden uit de opnamen voor dit album twee tracks samengesteld, elk voor één van de elpeekanten. Kant 1 is gevuld met agressieve muziek (acid); kant 2 is meer gerelaxt. Klaus Schulze vermeldde op zijn eigen site, dat het een losse sessie was die niet al te serieus genomen moest worden. 

## Muziek
| Nr. | Titel         | Duur  |
| --- | ------------- | ----- |
| 1.  | Galactic joke | 22;38 |
| 2.  | Cosmic joy    | 19:24 |